# Euchalcia cuprescens
Euchalcia cuprescens là một loài bướm đêm trong họ Noctuidae.